# Budaševo
Budaševo is een plaats in de gemeente Sisak in de Kroatische provincie Sisak-Moslavina. De plaats telt 1680 inwoners (2001).